# Tour of the Alps 2018
Il Tour of the Alps 2018, quarantaduesima edizione della corsa, valevole come evento dell'UCI Europe Tour 2018 categoria 2.HC e della Ciclismo Cup 2018, si svolse in cinque tappe dal 16 al 20 aprile 2018 su un percorso di 716,9 km, con partenza da Arco (Italia) e arrivo a Innsbruck (Austria). La vittoria fu appannaggio del francese Thibaut Pinot, il quale completò il percorso in 18h28'48", precedendo l'italiano Domenico Pozzovivo e il colombiano Miguel Ángel López.
Sul traguardo di Innsbruck 90 ciclisti, su 139 partiti da Arco, portarono a termine la competizione.

## Tappe
| Tappa  | Data      | Percorso                           | km    | Vincitore di tappa | Leader cl. generale |
| ------ | --------- | ---------------------------------- | ----- | ------------------ | ------------------- |
| 1ª     | 16 aprile | Arco > Folgaria                    | 134,6 | Pello Bilbao       | Pello Bilbao        |
| 2ª     | 17 aprile | Lavarone > Alpe di Pampeago/Fiemme | 145,5 | Miguel Ángel López | Iván Sosa           |
| 3ª     | 18 aprile | Ora > Merano                       | 138,3 | Ben O'Connor       | Thibaut Pinot       |
| 4ª     | 19 aprile | Chiusa > Lienz (AUT)               | 134,3 | Luis León Sánchez  | Thibaut Pinot       |
| 5ª     | 20 aprile | Rattenberg (AUT) > Innsbruck (AUT) | 164,2 | Mark Padun         | Thibaut Pinot       |
| Totale | Totale    | Totale                             | 716,9 |                    |                     |

## Squadre e corridori partecipanti
| N.    | Cod. | Squadra                         |
| ----- | ---- | ------------------------------- |
| 1-7   | SKY  | Team Sky                        |
| 11-17 | ALM  | AG2R La Mondiale                |
| 21-27 | NIP  | Nippo-Vini Fantini-Europa Ovini |
| 31-37 | UAD  | UAE Team Emirates               |
| 41-47 | ITA  | Italia                          |
| 51-57 | WIL  | Wilier Triestina-Selle Italia   |
| 61-67 | RSW  | Team Felbermayr Simplon Wels    |
| 71-77 | AST  | Astana Pro Team                 |
| 81-87 | EUS  | Euskadi Basque Country-Murias   |
| 91-97 | TIR  | Tirol Cycling Team              |

| N.      | Cod. | Squadra                     |
| ------- | ---- | --------------------------- |
| 101-107 | BOH  | Bora-Hansgrohe              |
| 111-117 | DDD  | Team Dimension Data         |
| 121-127 | ANS  | Androni Giocattoli-Sidermec |
| 131-137 | TLJ  | Team Lotto NL-Jumbo         |
| 141-147 | GFC  | Groupama-FDJ                |
| 151-157 | TBM  | Bahrain-Merida              |
| 161-167 | BRD  | Bardiani CSF                |
| 171-177 | CCC  | CCC Sprandi Polkowice       |
| 181-187 | GAZ  | Gazprom-RusVelo             |
| 191-197 | ICA  | Israel Cycling Academy      |

## Dettagli delle tappe

### 1ª tappa
- 16 aprile: Arco > Folgaria – 134,6 km

Risultati
| Pos. | Corridore         | Squadra | Tempo    |
| ---- | ----------------- | ------- | -------- |
| 1    | Pello Bilbao      | Astana  | 3h26'41" |
| 2    | Luis León Sánchez | Astana  | a 6"     |
| 3    | Iván Sosa         | Androni | s.t.     |

| Pos. | Corridore         | Squadra | Tempo    |
| ---- | ----------------- | ------- | -------- |
| 1    | Pello Bilbao      | Astana  | 3h26'31" |
| 2    | Luis León Sánchez | Astana  | a 10"    |
| 3    | Iván Sosa         | Androni | a 12"    |

### 2ª tappa
- 17 aprile: Lavarone > Alpe di Pampeago/Fiemme – 145,5 km

Risultati
| Pos. | Corridore          | Squadra  | Tempo    |
| ---- | ------------------ | -------- | -------- |
| 1    | Miguel Ángel López | Astana   | 3h55'30" |
| 2    | Thibaut Pinot      | Groupama | s.t.     |
| 3    | Iván Sosa          | Androni  | s.t.     |

| Pos. | Corridore          | Squadra  | Tempo    |
| ---- | ------------------ | -------- | -------- |
| 1    | Iván Sosa          | Androni  | 7h22'09" |
| 2    | Thibaut Pinot      | Groupama | a 6"     |
| 3    | Miguel Ángel López | Astana   | s.t.     |

### 3ª tappa
- 18 aprile: Ora > Merano – 138,3 km

Risultati
| Pos. | Corridore          | Squadra      | Tempo    |
| ---- | ------------------ | ------------ | -------- |
| 1    | Ben O'Connor       | Dimension    | 3h30'05" |
| 2    | Thibaut Pinot      | Groupama     | a 5"     |
| 3    | Domenico Pozzovivo | Bahrain-Mer. | s.t.     |

| Pos. | Corridore          | Squadra      | Tempo     |
| ---- | ------------------ | ------------ | --------- |
| 1    | Thibaut Pinot      | Groupama     | 10h52'19" |
| 2    | Domenico Pozzovivo | Bahrain-Mer. | a 15"     |
| 3    | Miguel Ángel López | Astana       | s.t.      |

### 4ª tappa
- 19 aprile: Chiusa > Lienz (AUT) – 134,3 km

Risultati
| Pos. | Corridore         | Squadra  | Tempo    |
| ---- | ----------------- | -------- | -------- |
| 1    | Luis León Sánchez | Astana   | 3h19'59" |
| 2    | George Bennett    | Lotto NL | a 6"     |
| 3    | Koen Bouwman      | Lotto NL | a 11"    |

| Pos. | Corridore          | Squadra      | Tempo     |
| ---- | ------------------ | ------------ | --------- |
| 1    | Thibaut Pinot      | Groupama     | 14h12'29" |
| 2    | Domenico Pozzovivo | Bahrain-Mer. | a 15"     |
| 3    | Miguel Ángel López | Astana       | s.t.      |

### 5ª tappa
- 20 aprile: Rattenberg (AUT) > Innsbruck (AUT) – 164,2 km

Risultati
| Pos. | Corridore      | Squadra      | Tempo    |
| ---- | -------------- | ------------ | -------- |
| 1    | Mark Padun     | Bahrain-Mer. | 4h16'10" |
| 2    | George Bennett | Lotto NL     | a 5"     |
| 3    | Jan Hirt       | Astana       | a 6"     |

| Pos. | Corridore          | Squadra      | Tempo     |
| ---- | ------------------ | ------------ | --------- |
| 1    | Thibaut Pinot      | Groupama     | 18h28'48" |
| 2    | Domenico Pozzovivo | Bahrain-Mer. | a 15"     |
| 3    | Miguel Ángel López | Astana       | s.t.      |

## Evoluzione delle classifiche
| Tappa              | Vincitore          | Classifica generale Maglia fucsia | Classifica scalatori Maglia verde | Classifica sprint intermedi Maglia rossa | Classifica giovani Maglia bianca | Classifica a squadre |
| ------------------ | ------------------ | --------------------------------- | --------------------------------- | ---------------------------------------- | -------------------------------- | -------------------- |
| 1ª                 | Pello Bilbao       | Pello Bilbao                      | Giulio Ciccone                    | Pascal Eenkhoorn                         | Iván Sosa                        | Astana Pro Team      |
| 2ª                 | Miguel Ángel López | Iván Sosa                         | Stephan Rabitsch                  | Marco Frapporti                          | Iván Sosa                        | Astana Pro Team      |
| 3ª                 | Ben O'Connor       | Thibaut Pinot                     | Thibaut Pinot                     | Manuel Senni                             | Ben O'Connor                     | Astana Pro Team      |
| 4ª                 | Luis León Sánchez  | Thibaut Pinot                     | Domenico Pozzovivo                | Ben Hermans                              | Ben O'Connor                     | Astana Pro Team      |
| 5ª                 | Mark Padun         | Thibaut Pinot                     | Óscar Rodríguez                   | Pascal Eenkhoorn                         | Ben O'Connor                     | Astana Pro Team      |
| Classifiche finali | Classifiche finali | Thibaut Pinot                     | Óscar Rodríguez                   | Pascal Eenkhoorn                         | Ben O'Connor                     | Astana Pro Team      |

Maglie indossate da altri ciclisti in caso di due o più maglie vinte
- Nella 3ª tappa Mark Padun ha indossato la maglia bianca al posto di Iván Sosa.
- Nella 4ª tappa Domenico Pozzovivo ha indossato la maglia verde al posto di Thibaut Pinot.

## Classifiche finali

### Classifica generale - Maglia fucsia
| Pos. | Corridore          | Squadra   | Tempo     |
| ---- | ------------------ | --------- | --------- |
| 1    | Thibaut Pinot      | Groupama  | 18h28'48" |
| 2    | D. Pozzovivo       | Bahrain   | a 15"     |
| 3    | Miguel Ángel López | Astana    | s.t.      |
| 4    | Chris Froome       | Sky       | a 16"     |
| 5    | George Bennett     | Lotto NL  | a 1'00"   |
| 6    | Fabio Aru          | UAE       | a 1'19"   |
| 7    | Ben O'Connor       | Dimension | a 1'33"   |
| 8    | Luis León Sánchez  | Astana    | a 1'35"   |
| 9    | Giulio Ciccone     | Bardiani  | a 1'42"   |
| 10   | Jan Hirt           | Astana    | a 1'48"   |

### Classifica scalatori - Maglia verde
| Pos. | Corridore          | Squadra    | Punti |
| ---- | ------------------ | ---------- | ----- |
| 1    | Óscar Rodríguez    | Euskadi    | 22    |
| 2    | Domenico Pozzovivo | Bahrain    | 20    |
| 3    | Thibaut Pinot      | Groupama   | 17    |
| 4    | Stephan Rabitsch   | Felbermayr | 12    |
| 5    | Manuel Senni       | Bardiani   | 12    |

### Classifica sprint intermedi - Maglia rossa
| Pos. | Corridore        | Squadra  | Punti |
| ---- | ---------------- | -------- | ----- |
| 1    | Pascal Eenkhoorn | Lotto NL | 12    |
| 2    | Ben Hermans      | Israel   | 8     |
| 3    | Manuel Senni     | Bardiani | 6     |
| 4    | Enrico Battaglin | Lotto NL | 4     |
| 5    | Matteo Montaguti | AG2R     | 4     |

### Classifica giovani - Maglia bianca
| Pos. | Corridore        | Squadra   | Tempo     |
| ---- | ---------------- | --------- | --------- |
| 1    | Ben O'Connor     | Dimension | 18h30'21" |
| 2    | Mark Padun       | Bahrain   | a 1'41"   |
| 3    | Michal Schlegel  | CCC       | a 3'19"   |
| 4    | Nicola Conci     | Italia    | a 9'10"   |
| 5    | Aleksandr Vlasov | Gazprom   | a 21'25"  |

### Classifica a squadre
| Pos. | Squadra             | Tempo     |
| ---- | ------------------- | --------- |
| 1    | Astana Pro Team     | 55h29'56" |
| 2    | Bahrain-Merida      | a 10'16"  |
| 3    | Team Dimension Data | a 18'33"  |
| 4    | Team Lotto NL-Jumbo | a 33'26"  |
| 5    | UAE Team Emirates   | a 35'01"  |